# Guano Apes
Guano Apes — альтернативный рок-квартет из Гёттингена, Германия, образованный в 1994 году.

## История
Штефан Уде, Хеннинг Рюменапп и Деннис Пошватта с 1994 года играли вместе и пригласили Сандру Насич в 1996 году для участия в конкурсе «Local Heroes», организованном немецким музыкальным телеканалом VIVA. Guano Apes одержали победу над более чем тысячей участников, а их дебютный сингл «Open Your Eyes» в 1996 году попал в десятку лучших хитов в Германии и оставался в сотне лучших хитов на протяжении 30 недель. Благодаря усиленному продвижению VIVA видеоклипа «Open Your Eyes», Guano Apes подписали контракт с Gun Records, которая выпустила их альбом «Proud Like A God» в 1997 году. Второй сингл группы, «Lords of the Boards», который был написан для Чемпионата Европы по сноуборду 1998 года, стал ещё большим хитом и сделал их альбом платиновым в Германии и золотым в других странах Европы. RCA выпустила альбом «Proud Like a God» в США в 1999 году.
Немалую популярность группа приобрела, записав кавер-версию композиции «Big In Japan» популярной в конце 1980-х группы Alphaville. Этот трек вошёл во второй альбом группы под названием Don't Give Me Names.
В марте 2003 года вышел альбом Walking on a Thin Line, который стал золотым по продажам в Германии.
В 2005 году группа приостановила свою деятельность, так как каждый из участников стал заниматься сольными проектами. Сандра Насич выпустила сольный альбом под названием The Signal, Деннис Пошватта организовал группу Tamoto (в записи дебютного альбома принял участие и Штефан Уде).
В 2006 году вышел альбом «Lost (T)apes», содержащий ранние записи группы на аудиокассетах (1994 и 1995 годов).
В 2009 году группа воссоединилась, чтобы отыграть на серии летних фестивалей. Первое выступление группы после долгого перерыва состоялось в Португалии на фестивале Enterro da Gata 10 мая 2009 года.
В середине января 2010 года группа дала концерты в Москве, Краснодаре и Киеве.
27 января 2011 года в прямом эфире немецкой радиостанции 1Live Radio был представлен сингл «Oh What A Night», а 1 апреля вышел и сам новый альбом «Bel Air».
В апреле–мае 2011 группа посетила Россию — Москва, Санкт-Петербург, Новосибирск, Екатеринбург.
12 мая 2012 года группа выступила в Санкт-Петербурге. 14 мая 2012 года группа выступила в Москве в клубе «Milk».
В июне 2012 Guano Apes выступили на фестивале Rock am Ring.
12 июля 2013 года группа выступила на Украине под Днепропетровском на фестивале The Best city.
В августе 2013 года группа выступила на рок-фестивале Kubana 2013.
28 февраля 2014 года Guano Apes выпустили свой первый сингл «Close To The Sun» с грядущего пятого альбома под названием Offline, который был выпущен 30 мая 2014 года.
16 ноября 2019 группа посетила Санкт-Петербург с концертом в Aurora Concert Hall, а 17 ноября 2019 года выступила в Москве в концертном зале Adrenaline Stadium.
5 августа 2023 года группа впервые посетила Казахстан, выступив хедлайнерами на летнем фестивале Tiger Fest в Алматы, проходящем в Offtop Club, наряду с российской альтернативной рок-группой Animal ДжаZ.

## Участники
- Сандра Насич (Sandra Nasić) — вокал/тексты песен
- Хеннинг Рюменапп (Henning Rümenapp) — гитара
- Штефан Уде (Stefan Ude) — бас-гитара
- Деннис Пошватта (Dennis Poschwatta) — ударные

## Дискография

### Студийные альбомы
- 1997 — Proud Like a God
- 2000 — Don't Give Me Names
- 2003 — Walking on a Thin Line
- 2011 — Bel Air
- 2014 — OFFLINE

### Концертные альбомы
- 2003 — Live

### Сборники
- 2004 — Planet of the Apes: Best of Guano Apes
- 2006 — Lost (T)apes

### Синглы
- 1997 — «Open Your Eyes»
- 1998 — «Rain»
- 1998 — «Lords of the Boards»
- 1999 — «Don’t You Turn Your Back on Me»
- 2000 — «Big in Japan»
- 2000 — «No Speech»
- 2000 — «Living in a Lie»
- 2001 — «Dödel Up»
- 2001 — «Kumba Yo!» (при участии Майкла Маттермайера)
- 2003 — «You Can’t Stop Me»
- 2003 — «Pretty in Scarlet»
- 2003 — «Quietly»
- 2004 — «Break the Line»
- 2011 — «Oh What a Night»
- 2011 — «Fanman»
- 2011 — «This Time»
- 2011 — «Sunday Lover»
- 2014 — «Close to the Sun»
- 2014 — «Cried All Out»
- 2014 — «Fake»

## Связанные музыканты
- Tamoto — сольный проект Денниса Пошватты
- iO-rocks — группа, в которой играли Штефан и Хеннинг.
- Lolita Nace — группа, с которой постоянно совместно играли Tamoto. Также являются друзьями Guano Apes.
- Bettie Serveert
- Blumfeld
- Альберто Альварес — гитара, альбом «Don’t Give Me Names»
- Вероник Джиллис — скрипка, альбом «Don’t Give Me Names»
- Дра Диарра — перкуссия, альбом «Don’t Give Me Names»